# Oud Gemeentehuis (Wichelen)

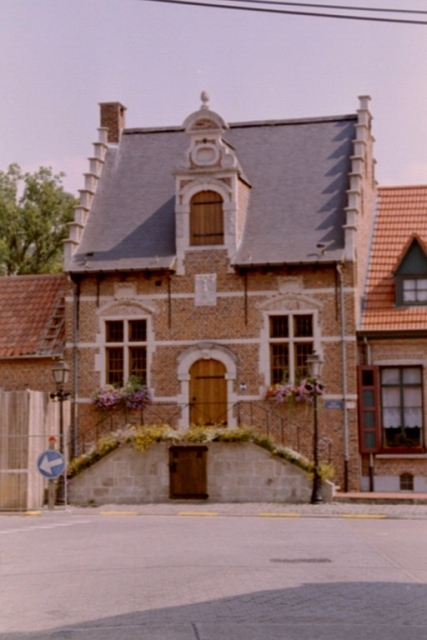
Oud Gemeentehuis

Het Oud Gemeentehuis is een voormalig gemeentehuis in de Oost-Vlaamse plaats Wichelen, gelegen aan Oud Dorp 47.

## Geschiedenis
Het gebouw werd gesticht in 1682 en diende als schepenhuis. In 1686 werd het schuttersgilde Sint-Sebastiaan heropgericht met Lancelot de Cordes, heer van Wichelen en Serskamp, als hoofdman. Dit schuttersgilde gebruikte het gebouw als gildehuis.
Einde 18e eeuw kwam het in bezit van de gemeente die het tot 1955 als gemeentehuis benutte. Restauratie vond plaats in 1970-1973. Vanaf 1973 was het in gebruik als vergaderlokaal voor verenigingen en als tentoonstellingsruimte.

## Gebouw
Het gebouw is opgetrokken uit baksteen en zandsteen en werd uitgevoerd in Vlaamse barokstijl. Boven een souterrain bevindt zich een bordes dat met een dubbele trap betreden kan worden. Beneden het bordes bevond zich het cachot, dat tot 1955 in gebruik was.